# Ballana brevidens
Ballana brevidens är en insektsart som beskrevs av Delong 1937. Ballana brevidens ingår i släktet Ballana och familjen dvärgstritar. Utöver nominatformen finns också underarten B. b. curta.